# Bärenstein (Altenberg)
Bärenstein je vesnice, místní část města Altenberg v německé spolkové zemi Sasko. Nachází se v zemském okrese Saské Švýcarsko-Východní Krušné hory a má 867 obyvatel. Leží v Krušných horách, blízko u hranic s Českou republikou, 17 km od města Teplice a 27 km jižně od Drážďan.

## Historie
Nejstarší písemná zmínka o Bärensteinu pochází z roku 1165, kdy se objevuje v přídomku rytíře Albrechta. O vesnici s tímto názvem se v písemných pramenech poprvé píše k roku 1324. V roce 1348 obdržel Bärenstein jako léno od markraběte míšeňského Fridricha II. Vacek z Bärensteinu. Převážnou část panství tvořil les, ve kterém se těžila železná ruda a cín. V polovině 15. století jsou v lesích kolem Bärensteinu písemně doložené hamry, jejichž výrobky nacházely odbyt jak v Bärensteinu, tak v blízkém Lauensteinu. Držitelům panského sídla Bärensteinu jako majitelům příslušných pozemků přinášela už od 14. století značné příjmy těžba cínu. Proto je mohli přestavět na kamenný hrad, prvně uváděný roku 1446. Kromě toho v 60. letech 15. století k panství přikoupili šest okolních vesnic. V 15. století patřily Bärensteinským také horní městečka Altenberg a Geising. V roce 1491 je zakoupil saský vévoda Jiří Vousatý a od Bärensteinu oddělil. V roce 1501 založil Jan z Bernsteina bez povolení vévody pod svým hradem základy městečka. Vévoda Jiří akt uznal až v roce 1506 a udělil je Bärensteinským v léno. Rozlohou náměstí (100 x 75 m) patřil Bärenstein k nejmenším městům v Sasku. V roce 1530 zde žilo 24 osedlých, roku 1623 mělo měšťanské právo 47 rodin. Počet obyvatel se postupně zvyšoval: 1815 284 ob., 1925 672 ob., 1938 1360 ob. a 1946 1693 ob. Za tímto vzestupem stojí rozvoj dřevařského a těžařského průmyslu.
Až do 31. 12. 2003 byl Bärenstein samostatným městem, od té doby je částí města Altenberg.

## Pamětihodnosti
- Zámek. Jeho nejstarší částí je okrouhlá věž pocházející z původního hradu, zřejmě ze 14. století. V roce 1576 zámek vyhořel a byl přestavěn do stávající podoby. Je soukromým majetkem a veřejnosti není přístupný.
- Kostel. Původní kostel ze 16. století v roce 1738 spolu s farou, školou a osmnácti obytnými domy při požáru města vyhořel. O dva roky později byla dokončena jeho oprava a byl znovu vysvěcen. V interiéru jsou renesanční figurální epitafy rytířů z Bärensteinu.
- Kurfiřtský poštovní ukazatel vzdáleností. V roce 1734 byl na náměstí vztyčen ukazatel vzdáleností z labského pískovce. Jsou na něm vyznačeny vzdálenosti do různých míst v Sasku, Bavorsku a v Čechách. Údaje jsou uvedeny v hodinách, během nichž do místa dojede poštovní dostavník. Jedná se o jednu z nejlépe dochovaných památek svého druhu v Sasku.
- Hrázděné domy na náměstí.
- Historický sloup z roku 2006, vztyčený při příležitosti pětistého výročí první zmínky o Bärensteinu jako o městě.
- Malé městské muzeum na radnici.

## Osobnosti
- Melchior Hoffmann (kolem 1679 Bärenstein – 6. října 1715 Lipsko), hudební skladatel. Působil v Lipsku, kde se v roce 1705 stal Telemannovým nástupcem v řízení souboru Collegium Musicum. Působil jako varhaník a ředitel hudby v Novém kostele v Lipsku. Skládal duchovní hudbu.

## Galerie

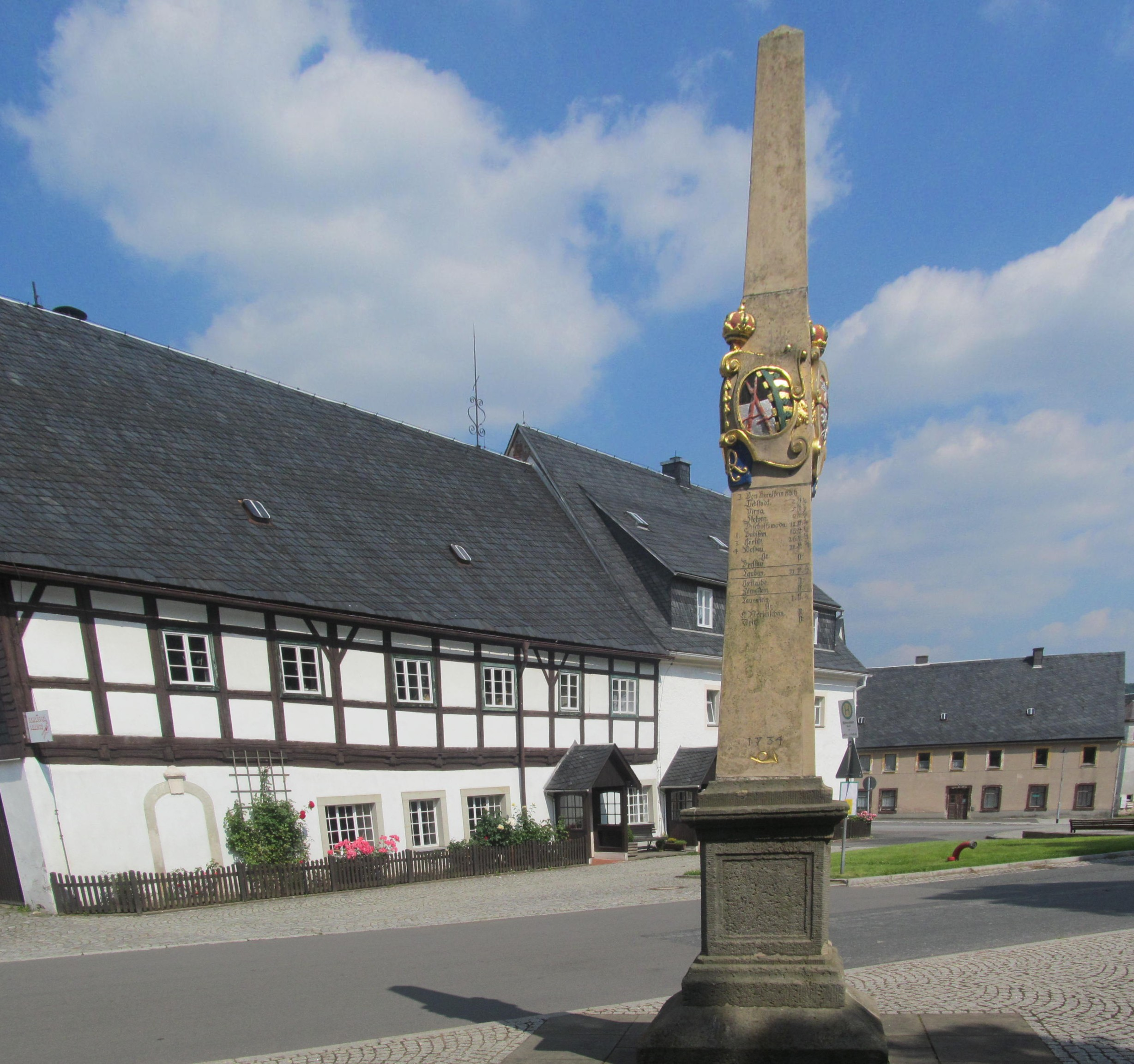
Poštovní ukazatel vzdálenosti
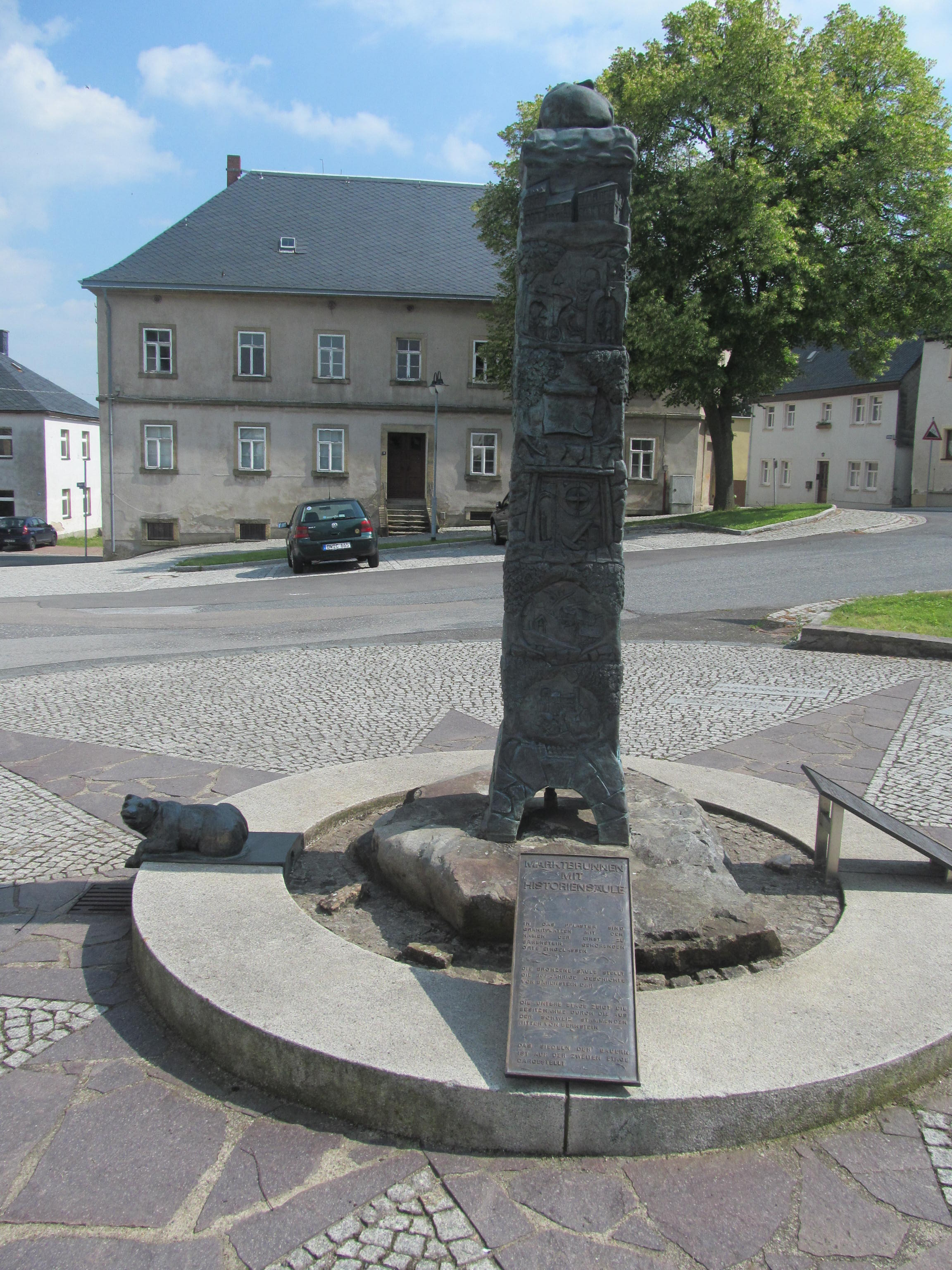
Historický sloup z roku 2006
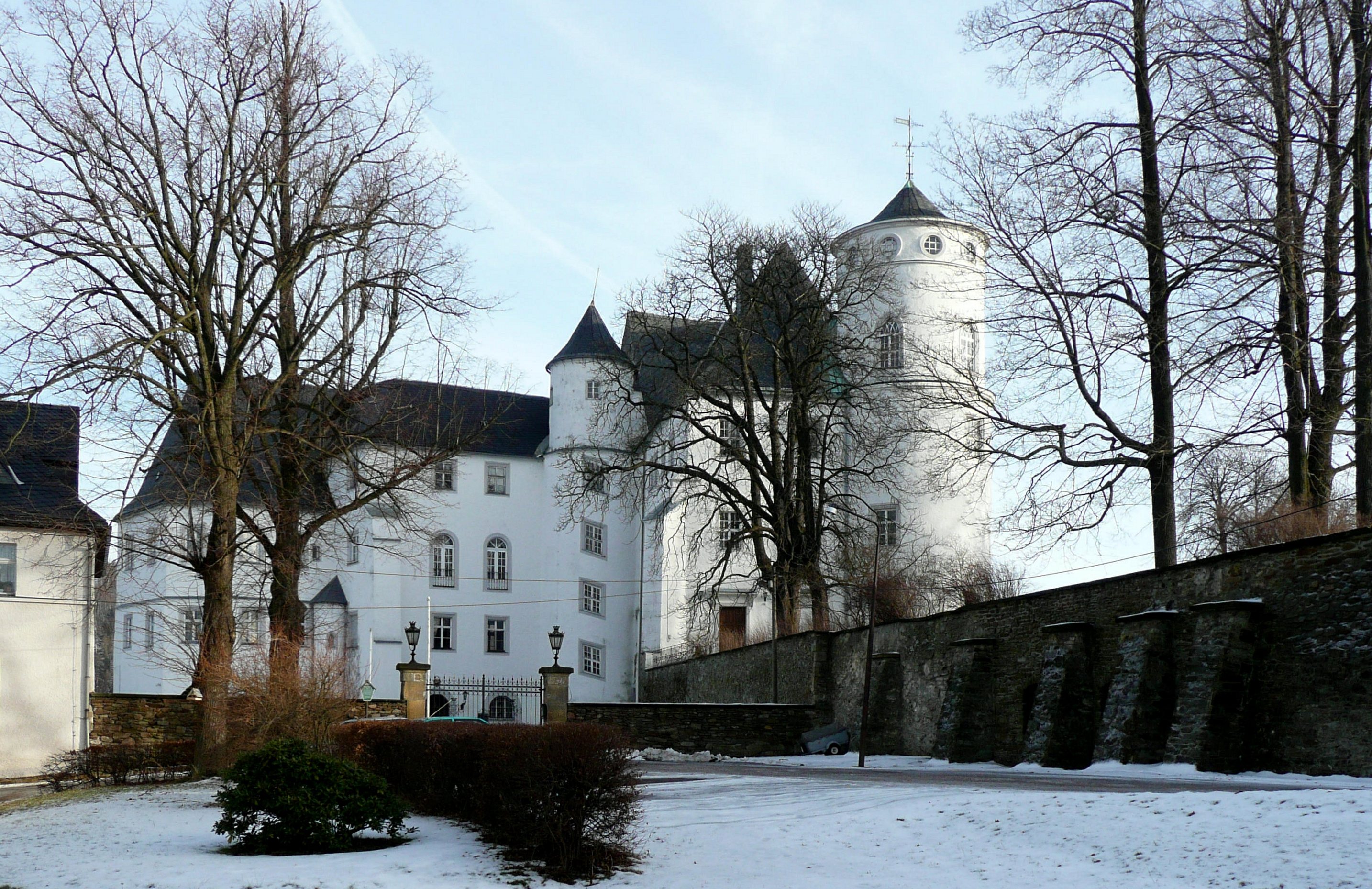
Zámek
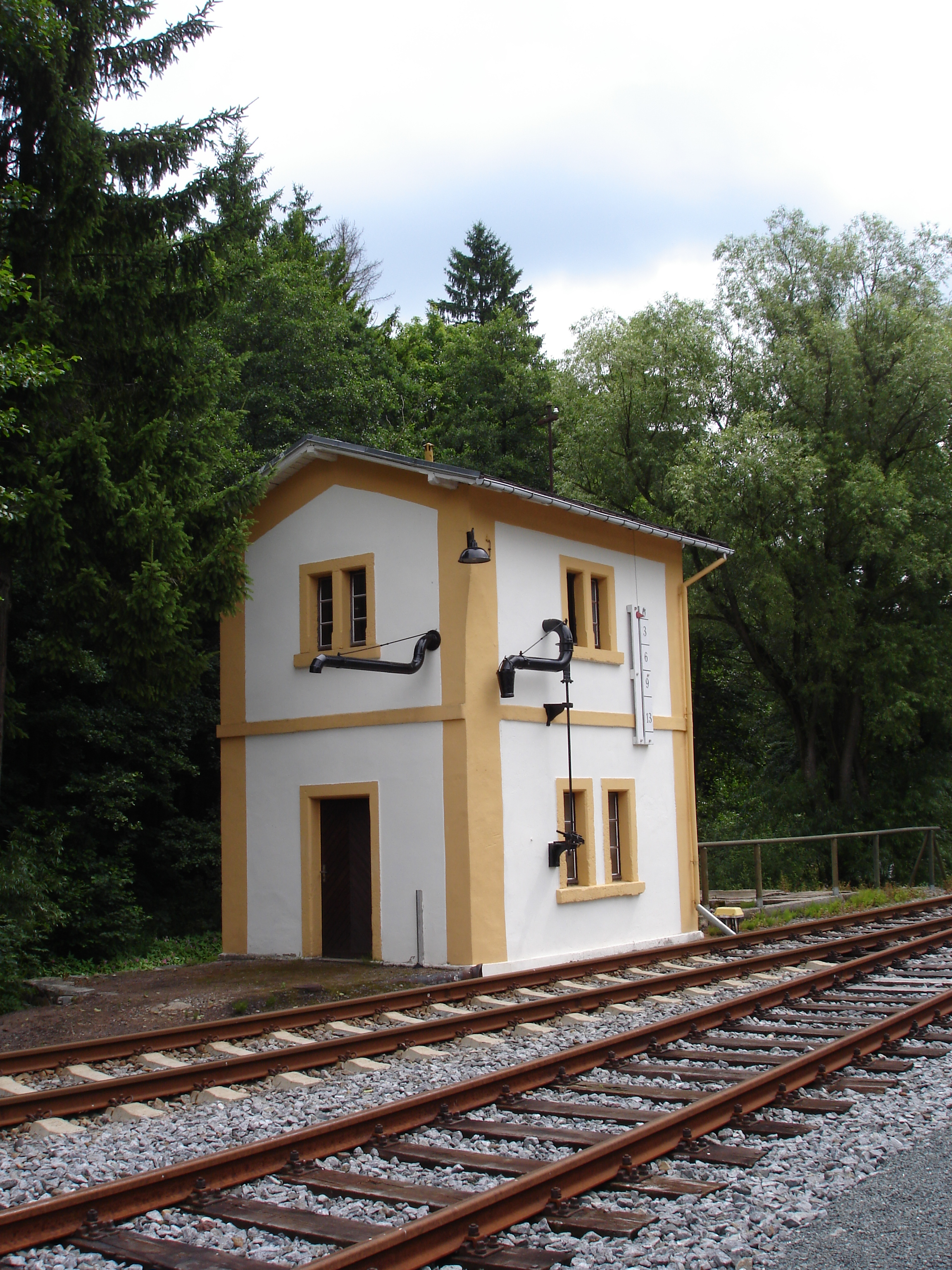
Vodárna u nádraží v Bärensteinu
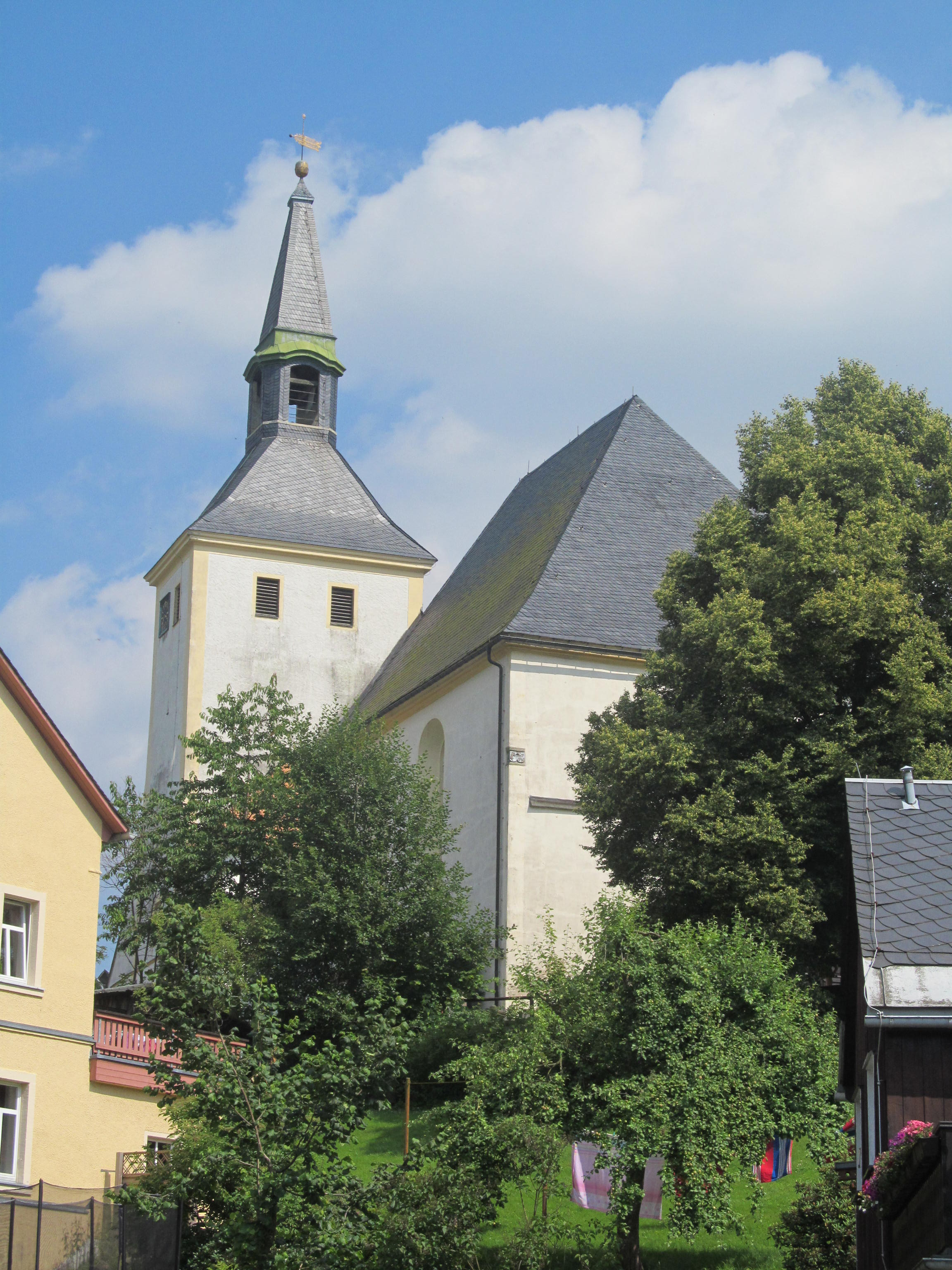
Kostel
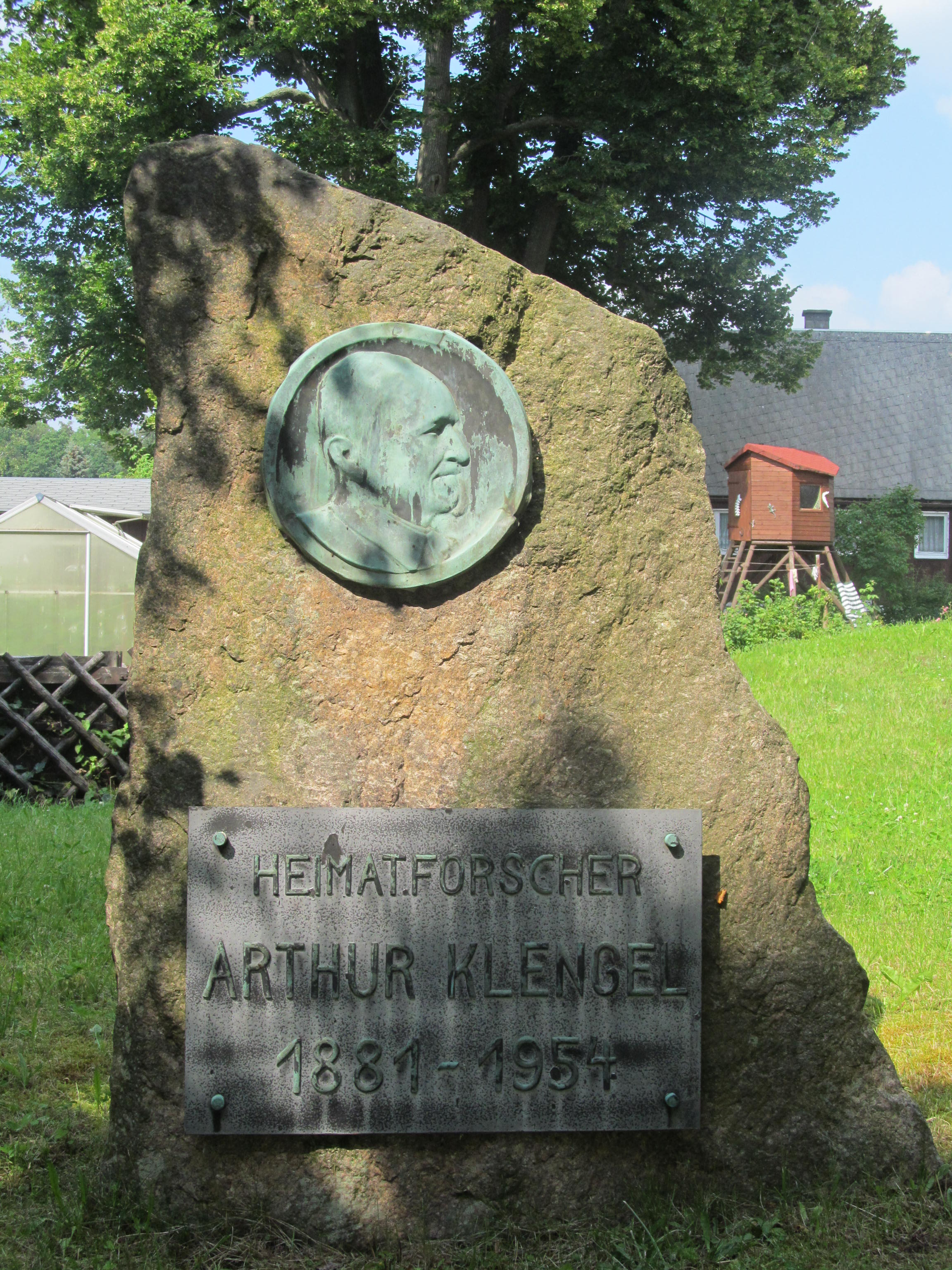
Památník regionalisty Arthura Klengela
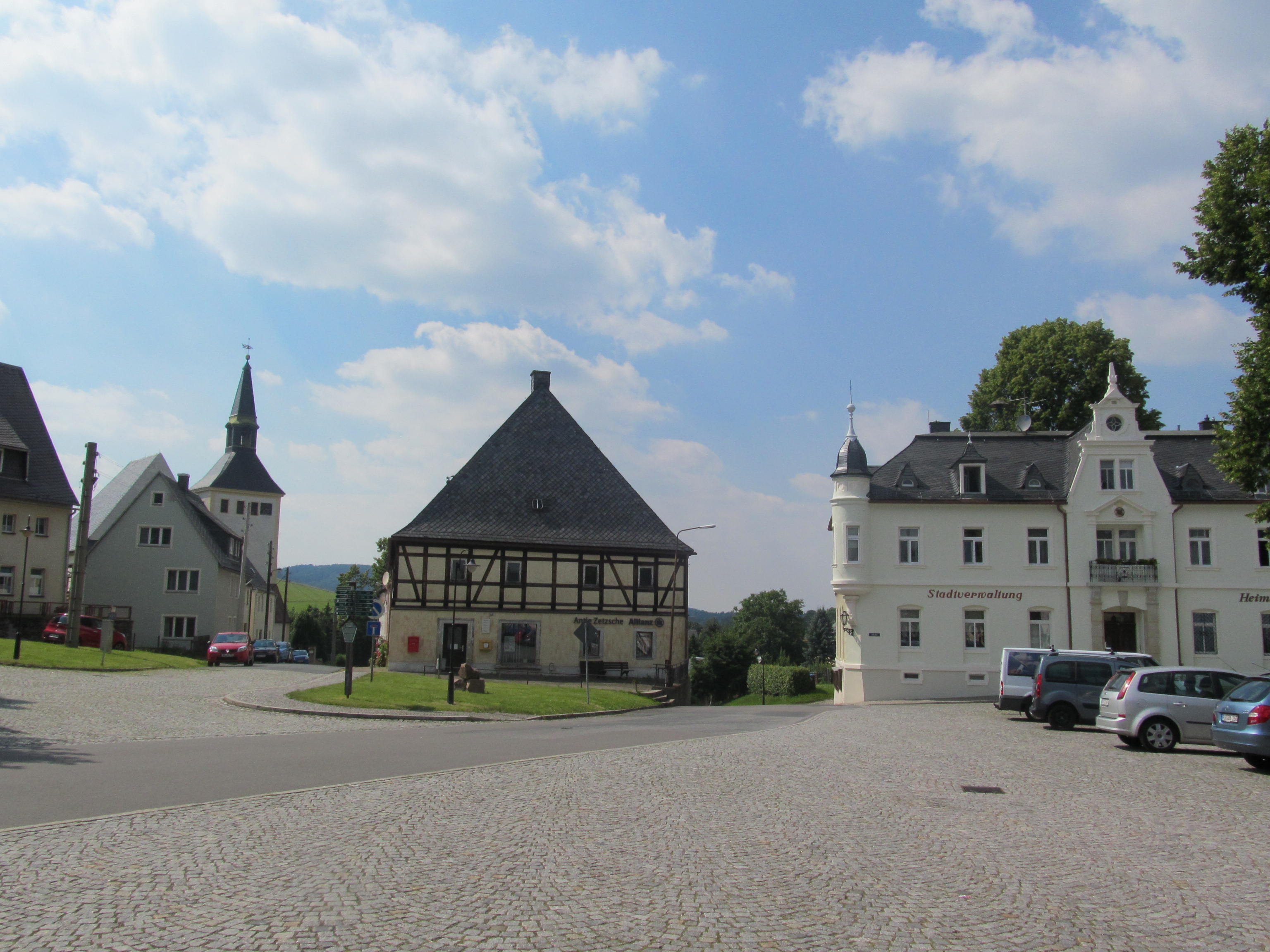
Náměstí s radnicí, hrázděným domem a věží kostela
Městský znak